# Glipa vittatipennis
Glipa vittatipennis es una especie de coleóptero de la familia Mordellidae.

## Distribución geográfica
Habita en Tonkin Vietnam.